# Mastektomi

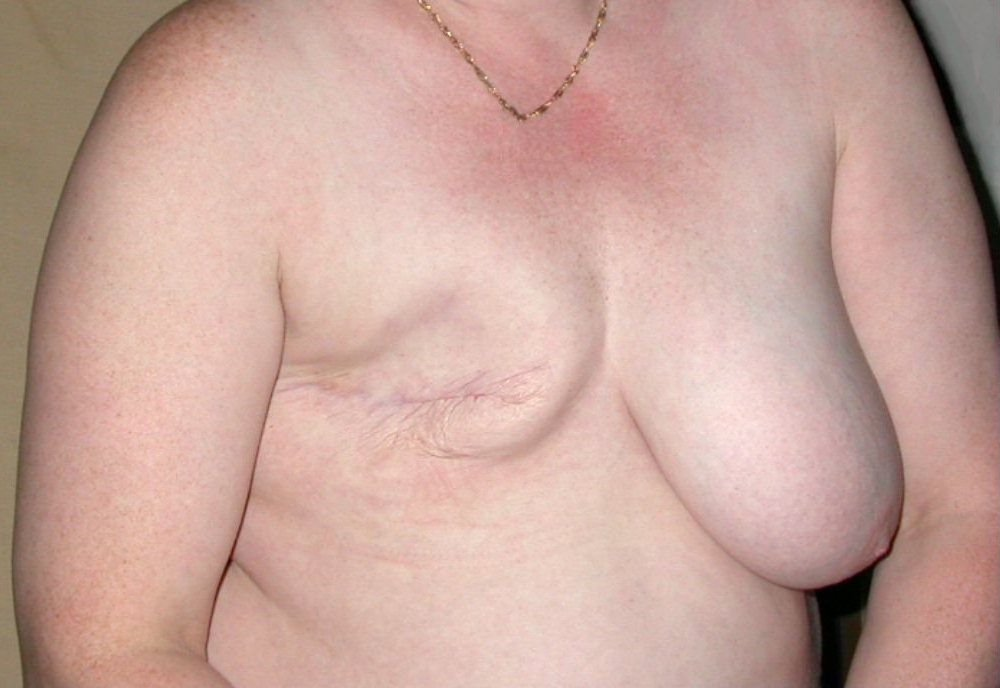
En kvinnlig patient efter utförd mastektomi.

Mastektomi (av grekiska μαστός mastos "bröst" och ἐκτομή ektome "utskärning") kallas ett kirurgiskt avlägsnande av bröstvävnad vid till exempel bröstcancer.
Mastektomi är även en del av den könsbekräftande kirurgi som erbjuds transsexuella män. Vid könskorrigerande mastektomi brukar bröstvårtorna bevaras och vid behov även minskas. Mastektomi är också sedvanlig behandling för cismän som utvecklat gynekomasti.